# 胡克儉
胡克儉（1564年—1628年後？），本姓扶，字我虚，一字共之，號趨儆，河南承宣布政使司汝寧府光山縣（今河南省光山縣）人，民籍，明朝政治人物。進士出身。諡忠毅。

## 生平
本姓扶，冒胡姓，天啓恢复扶姓。萬曆十三年（1585年）乙酉科河南鄉試第三十名舉人，萬曆十四年（1586年），联捷丙戌科会试第三百三十八名，第二甲第三十一名進士。通政司观政，改翰林院庶吉士，十六年十月授湖廣道監察御史，十七年巡视芦沟桥，十八年巡按遼東。十九年正月彈劾左都御史李世達，反被謫蘄水丞，升广济知县。
明光宗立后，起用光祿寺少卿。天啓元年（1621年）二月升太常寺少卿，二年五月升大理寺左少卿，九月升任光祿寺卿，仍管少卿事，三年二月改任太常寺卿添注。天啓五年（1625年）恢复扶姓，本年五月升任通政使司通政使，同年十月改任刑部右侍郎，十一月閹黨禮科給事中李恒茂稱其年老，被辭退歸鄉。崇禎年間，再次恢復官職，不久去世，贈尚書。

## 家族
曾祖父胡智，徵仕郎戶科給事中；祖父胡士弴，曾任舉人；父親胡琯，曾任廪生。母王氏。慈侍下。兄胡克教（生员）、胡克勤。弟胡克讓。有子胡奉聖。